# Güterbahnhof Shiodome
Der Güterbahnhof Shiodome (jap. 汐留駅, Shiodome-eki) war ein Güterbahnhof der Japanischen Staatsbahn (JNR) im Bezirk Minato in Tokio. Er war von 1914 bis 1986 in Betrieb. Auf demselben Gelände befand sich zuvor seit 1872 der Bahnhof Shimbashi (新橋駅, Shimbashi-eki), der erste Hauptbahnhof von Tokio und Ausgangspunkt der Tōkaidō-Hauptlinie.

## Geschichte
Die von Edmund Morel geplante erste Eisenbahn Japans wurde am 12. Juni 1872 provisorisch zwischen Shinagawa und Yokohama (heutiger Bahnhof Sakuragichō) in Betrieb genommen. Die Fertigstellung des letzten fehlenden Abschnitts von Shinagawa nach Shimbashi verzögerte sich um rund vier Monate. Am 14. Oktober 1872 erfolgte die offizielle Eröffnung von Tokios erstem Hauptbahnhof durch Kaiser Meiji, der daraufhin die 29 km lange Strecke nach Yokohama in einem eigens für diesen Anlass gebauten kaiserlichen Wagen befuhr. Der Güterverkehr ab Shimbashi wurde elf Monate später, am 15. September 1873, aufgenommen.
In den folgenden vier Jahrzehnten erfüllte der Kopfbahnhof den ihm zugedachten Zweck. Zahlreiche Empfänge für ausländische Würdenträger fanden hier statt, darunter für den früheren amerikanischen Präsidenten Ulysses S. Grant (1878), den zukünftigen britischen König George V. (1881) und den österreichischen Erzherzog Franz Ferdinand (1893). Mit der Inbetriebnahme des neuen Bahnhofs Tokio stellte das Eisenbahnamt den Personenverkehr am 20. Dezember 1914 ein und benannte den nur noch für den Güterverkehr genutzten Bahnhof in Shiodome um. Der bisherige Name ging an den 1909 eröffneten, etwas weiter westlich gelegenen Bahnhof Karasumori (heute Shimbashi) über.
Das überwiegend hölzerne Empfangsgebäude brannte 1923 beim Großen Kantō-Erdbeben vollständig nieder, an seiner Stelle entstand elf Jahre später ein nüchterner Zweckbau für den Güterumschlag. Bis zum 1. November 1986 nutzte die Japanische Staatsbahn den Güterbahnhof weiter. Auf dem 31 Hektar großen Gelände entstand zwischen 1995 und 2002 das neue Geschäftsviertel Shiodome Sio-Site mit mehreren Bürohochhäusern. 2003 wurde ein originalgetreuer Nachbau des ursprünglichen Empfangsgebäudes errichtet, der für Ausstellungen mit Bezug zur Eisenbahn genutzt wird.

## Bilder

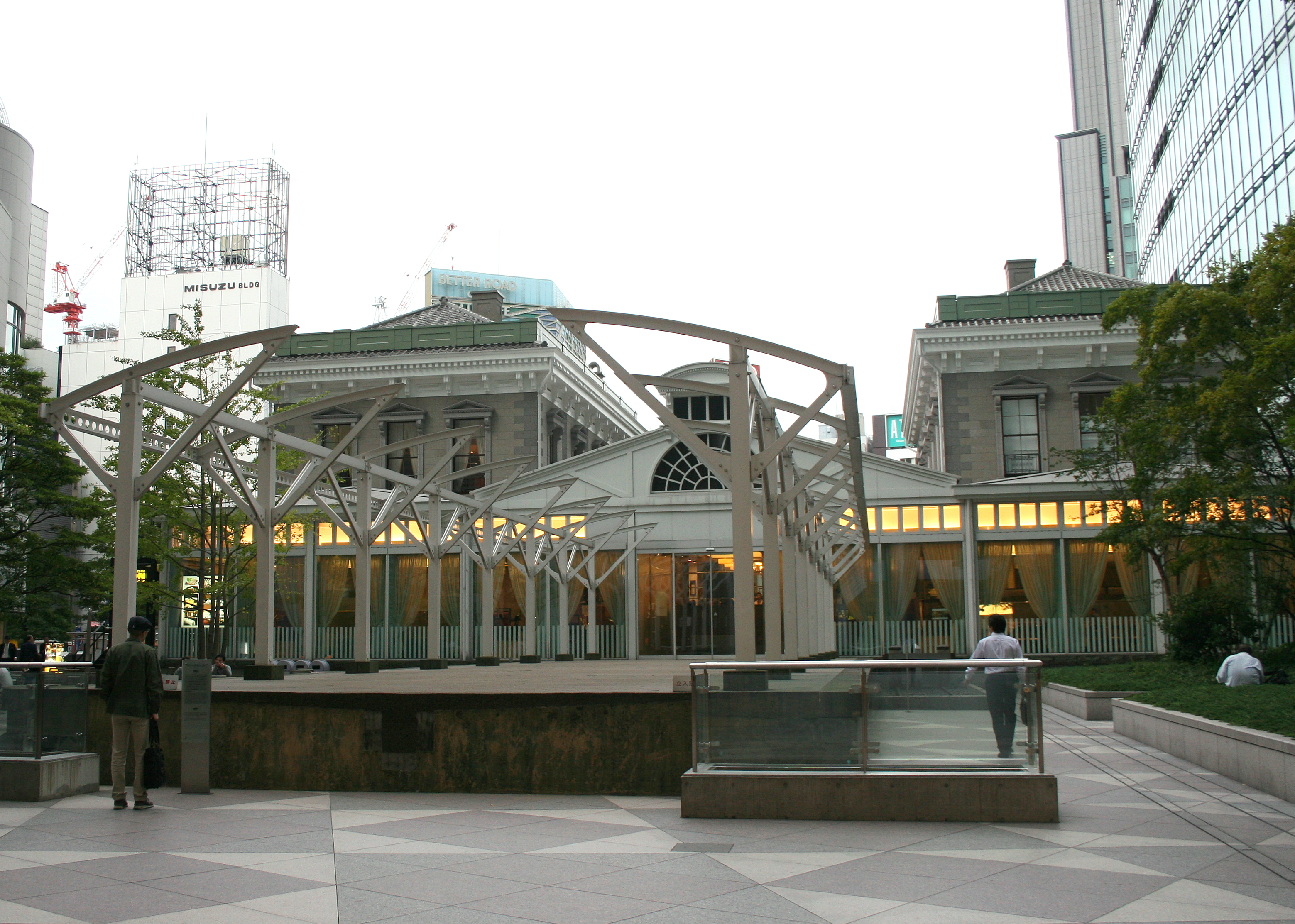
Nachbau des Empfangsgebäudes (2007)
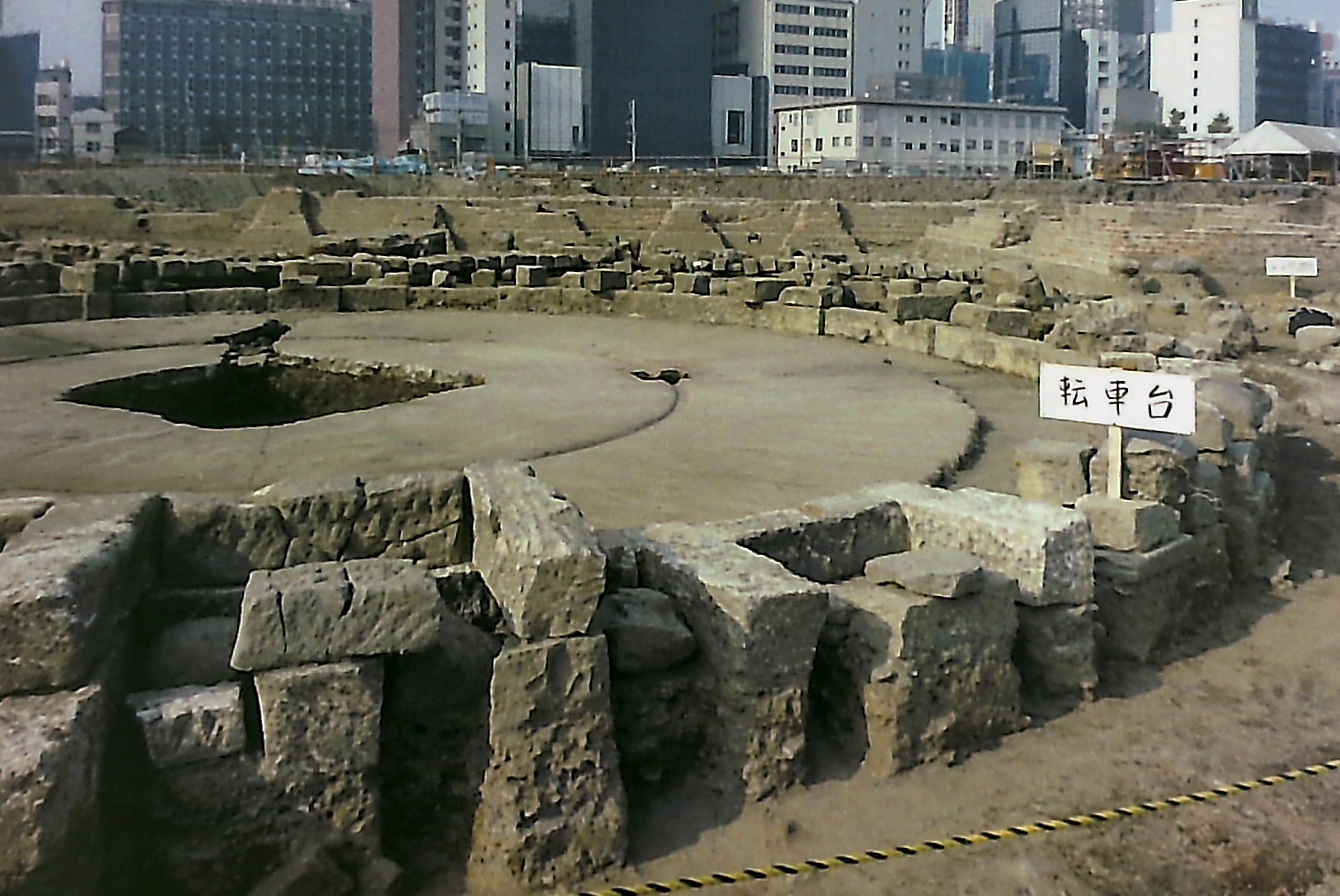
Fundament einer ehemaligen Drehscheibe (1993)
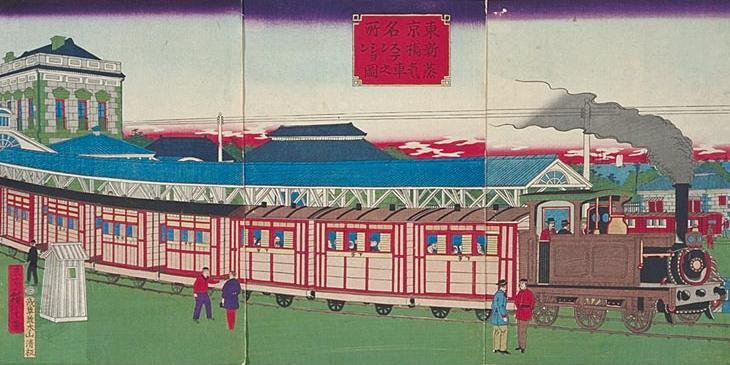
Zug im Bahnhof Shimbashi, Holzschnitt von Utagawa Hiroshige III. (1875)
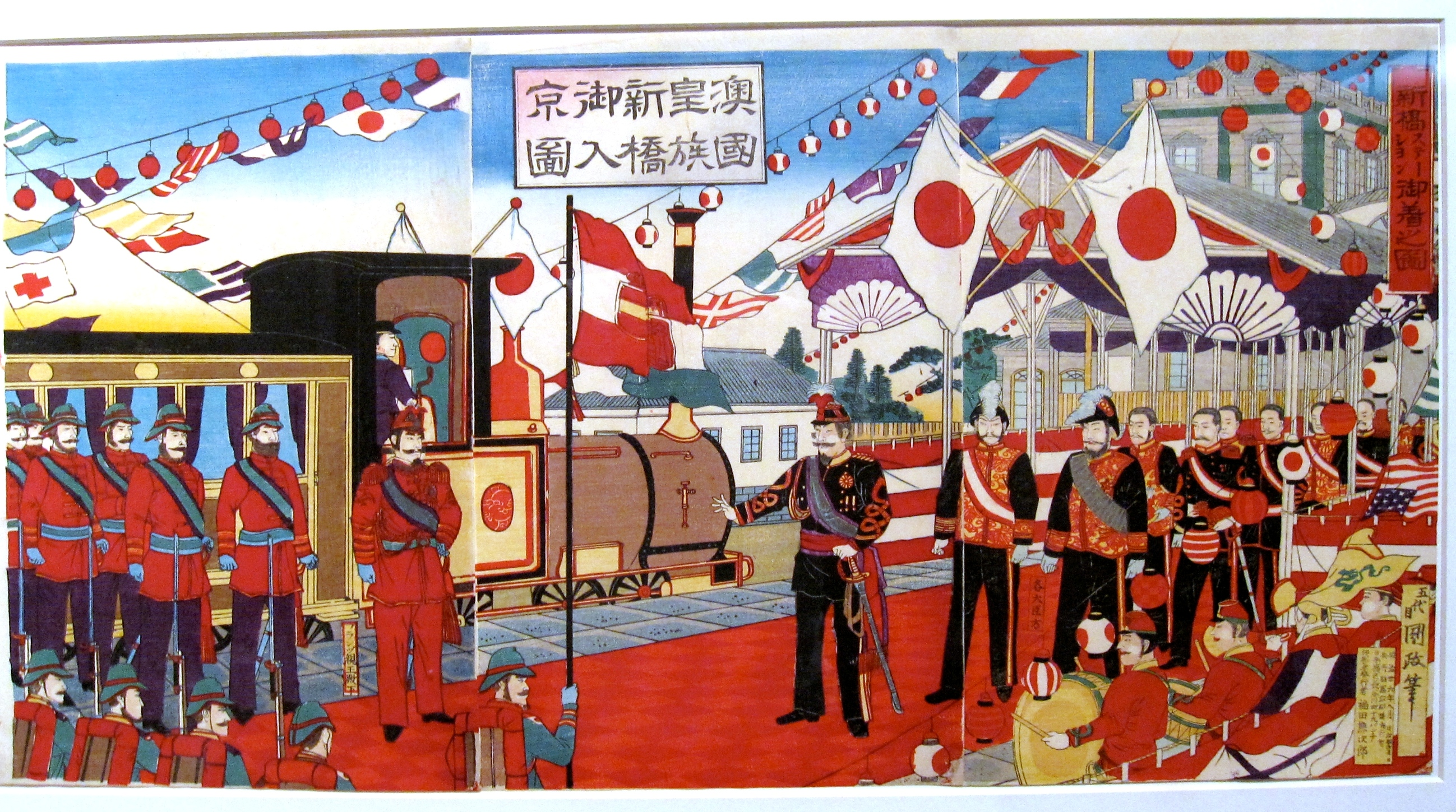
Empfang von Erzherzog Franz Ferdinand (1893)